# Szentendrei Rózsa Termőhelye Természetvédelmi Terület
A Szentendrei rózsa termőhelye természetvédelmi terület 2000-ben jött létre a szentendrei Pismány-Hegy északnyugati részén.

## Története
A szentendrei rózsa csak Magyarországon terem, Szentendrén kívül alig ismerünk lelőhelyét. A növény ezért fokozottan védett, természetvédelmi értéke 10 000 forint. 1920-ban fedezték fel a névadó városban egy építkezés során. A legtöbb szentendrei rózsa a Szentendre melletti Pismány-hegy északnyugati részén van. Itt működik 2000 óta a Szentendrei rózsa termőhelye természetvédelmi terület.

## Látnivalók a környéken
- Pismány-hegy
- Sztelin-patak
- Pap-sziget
- Szentendrei Skanzen